# Wzór zębowy
Wzór zębowy, formuła zębowa – sposób opisu uzębienia ssaków określający liczbę i typ funkcjonalny zębów w każdej połowie szczęki lub żuchwy.
Symbole stosowane w formule zębowej pochodzą od łacińskiej nazwy zębów pełniących określoną funkcję i oznaczają:
- I (incisivi) – siekacze
- C (canini) – kły
- P (praemolares) – przedtrzonowce, zęby przedtrzonowe
- M (molares) – trzonowce, zęby trzonowe

Wzór zębowy przedstawiany jest w formie ciągu znaków np. 3I+1C+4P+3M lub symbolu przypominającego ułamek {\displaystyle {\tfrac {a}{b}},} w którym liczby w „liczniku” (a) opisują zęby po jednej stronie szczęki, a w „mianowniku” (b) po jednej stronie żuchwy.
Przykładowe zapisy formuły zębowej:
- {\displaystyle {\tfrac {3143}{3143}}}

- I {\displaystyle {\tfrac {3}{3}}} C {\displaystyle {\tfrac {1}{1}}} P {\displaystyle {\tfrac {4}{4}}} M {\displaystyle {\tfrac {3}{3}}} = 44

| Wzór zębowy | Wzór zębowy | I | C | P | M |
| ----------- | ----------- | - | - | - | - |
| 44          | =           | 3 | 1 | 4 | 3 |
| 44          | =           | 3 | 1 | 4 | 3 |

co oznacza, że u danego gatunku występują w każdej połówce szczęki i żuchwy 3 siekacze (I), 1 kieł (C), 4 zęby przedtrzonowe (P) i 3 trzonowe (M), razem 44 zęby (3I+1C+4P+3M)*4 = 44 po przemnożeniu przez 4 (dwie połówki szczęki i dwie połówki żuchwy).
U wielu gatunków ssaków liczby zębów w szczęce i żuchwie są różne, co zapisuje się np.:
I {\displaystyle {\tfrac {3}{3}}} C {\displaystyle {\tfrac {1}{1}}} P {\displaystyle {\tfrac {4}{3}}} M {\displaystyle {\tfrac {1}{2}}} = 36
lub
| Wzór zębowy | Wzór zębowy | I | C | P | M |
| ----------- | ----------- | - | - | - | - |
| 36          | =           | 3 | 1 | 4 | 1 |
| 36          | =           | 3 | 1 | 3 | 2 |

Taki zapis oznacza, że u tego gatunku występują 4 przedtrzonowce w szczęce i 3 w żuchwie, 1 ząb trzonowy w szczęce i 2 w żuchwie. Liczba siekaczy i kłów jest jednakowa (odpowiednio 3 i 1) zarówno w szczęce, jak i w żuchwie.
Dla gatunków, u których występuje difiodontyzm, stosuje się oznaczanie zębów mlecznych małymi literami i, c, p oraz m.